# Élections cantonales de 1998 en Guadeloupe
 (mars 2025).
Les élections cantonales ont eu lieu les 15 et 22 mars 1998.
Lors de ces élections, 22 des 40 cantons de la Guadeloupe ont été renouvelés.
Dominique Larifla (GUSR), président du conseil général depuis 1985 laisse sa place au maire de Sainte-Anne, l'ancien communiste maintenant PPDG Marcellin Lubeth.
Sa majorité baroque, liée à la majorité régionale de 1992, regroupait des divers droite non-RPR pro Lucette Michaux-Chevry, des dissidents socialistes autour de Mr Larifla et les anciens communistes du Parti progressiste démocratique guadeloupéen.
La nouvelle majorité suit l'alliance des forces de gauche pour les régionales concomitantes, et en revient à une union de la gauche, sans toutefois les communistes orthodoxes (et indépendantistes) du PCG.

## Résultats à l’échelle du département

### Assemblée sortante
| Parti                                               | Sigle | Élus |
| --------------------------------------------------- | ----- | ---- |
| Majorité (27 sièges)                                |       |      |
| Guadeloupe unie, socialisme et réalités             | GUSR  | 12   |
| Parti progressiste démocratique guadeloupéen        | PPDG  | 6    |
| Divers droite                                       | DVD   | 9    |
| Opposition (16 sièges)                              |       |      |
| Fédération guadeloupéenne du Parti socialiste       | FGPS  | 7    |
| Rassemblement pour la République                    | RPR   | 4    |
| Parti communiste guadeloupéen                       | PCG   | 3    |
| Union populaire pour la libération de la Guadeloupe | UPLG  | 1    |
| Union pour la démocratie française                  | UDF   | 1    |
| Président du conseil général                        |       |      |
| Dominique Larifla (GUSR)                            |       |      |

### Assemblée élue
| Parti                                               | Sigle | Élus |
| --------------------------------------------------- | ----- | ---- |
| Majorité (25 sièges)                                |       |      |
| Guadeloupe unie, socialisme et réalités             | GUSR  | 11 1 |
| Fédération guadeloupéenne du Parti socialiste       | FGPS  | 8 1  |
| Parti progressiste démocratique guadeloupéen        | PPDG  | 6    |
| Opposition de droite (14 sièges)                    |       |      |
| Rassemblement pour la République                    | RPR   | 8 4  |
| Divers droite                                       | DVD   | 5 4  |
| Union pour la démocratie française                  | UDF   | 1    |
| Opposition indépendantiste (4 sièges)               |       |      |
| Parti communiste guadeloupéen                       | PCG   | 3    |
| Union populaire pour la libération de la Guadeloupe | UPLG  | 1    |
| Président du conseil général                        |       |      |
| Marcellin Lubeth (PPDG)                             |       |      |

## Résultats par canton

### Canton des Abymes-1
- Rosan Fanhan (FGPS), conseiller général depuis 1985 ne se représente pas.

| Candidats | Candidats               | Étiquette | Premier tour | Premier tour |
| Candidats | Candidats               | Étiquette | Voix         | %            |
| --------- | ----------------------- | --------- | ------------ | ------------ |
|           | Éric Jalton             | FGPS (*)  | 1 822        | 52,40        |
|           | Georges Jétil           | GUSR      | 1 120        | 32,21        |
|           | Lise Monduc-Nabajoth    | DVG       | 271          | 7,79         |
|           | Guy Compper             | UPLG      | 103          | 2,96         |
|           | Josette Lecolas-Durimel | Verts     | 87           | 2,50         |
|           | Félicien Blondou        | PCG       | 74           | 2,13         |
|           |                         |           |              |              |
| Inscrits  | Inscrits                | Inscrits  | 6 692        | 100,00       |
| Votants   | Votants                 | Votants   | 3 905        | 58,35        |
| Exprimés  | Exprimés                | Exprimés  | 3 477        | 89,04        |

*sortant

### Canton d'Anse-Bertrand
- Jean Barfleur (UPLG), conseiller général depuis 1992 ne se représente pas.

| Candidats | Candidats         | Étiquette | Premier tour | Premier tour | Second tour | Second tour |
| Candidats | Candidats         | Étiquette | Voix         | %            | Voix        | %           |
| --------- | ----------------- | --------- | ------------ | ------------ | ----------- | ----------- |
|           | José Moustache    | RPR       | 1 286        | 26,19        | 1 461       | 27,36       |
|           | Alfred Dona-Érié  | UPLG      | 1 284        | 26,15        | 2 341       | 43,84       |
|           | Victor Arthein    | PCG       | 1 172        | 23,87        | 1 538       | 28,80       |
|           | Jean-Marie Hubert | UPLG      | 1 090        | 22,20        | Retrait     | Retrait     |
|           | Emmanuel Velin    | FGPS      | 78           | 1,59         |             |             |
|           |                   |           |              |              |             |             |
| Inscrits  | Inscrits          | Inscrits  | 8 547        | 100,00       | 8 547       | 100,00      |
| Votants   | Votants           | Votants   | 5 225        | 61,13        | 5 602       | 65,54       |
| Exprimés  | Exprimés          | Exprimés  | 4 910        | 93,97        | 5 340       | 95,32       |

### Canton de Baie-Mahault
- Marcelle Chammougon (DVD) est conseillère générale depuis une partielle en 1994.
- Édouard Chammougon (DVD), son mari, avait été élu en 1992 mais il a été démissioné d'office en 1994. D'où une élection partielle, et l'élection de sa femme.

| Candidats | Candidats             | Étiquette     | Premier tour | Premier tour |
| Candidats | Candidats             | Étiquette     | Voix         | %            |
| --------- | --------------------- | ------------- | ------------ | ------------ |
|           | Marcelle Chammougon * | DVD           | 3 939        | 68,50        |
|           | Paul Mado             | DVG (ex UPLG) | 1 115        | 19,39        |
|           | Joël Sylvestre        | DVG           | 328          | 5,70         |
|           | Alain Manne           | DVD           | 223          | 3,88         |
|           | Christian Fiesque     | FGPS          | 63           | 1,10         |
|           |                       |               |              |              |
| Inscrits  | Inscrits              | Inscrits      | 10 758       | 100,00       |
| Votants   | Votants               | Votants       | 6 355        | 59,07        |
| Exprimés  | Exprimés              | Exprimés      | 5 750        | 90,48        |

*sortant

### Canton de Capesterre-Belle-Eau-1
- Léo Andy (GUSR) est conseiller général depuis 1985.

| Candidats | Candidats               | Étiquette | Premier tour | Premier tour | Ballotage | Ballotage |
| Candidats | Candidats               | Étiquette | Voix         | %            | Voix      | %         |
| --------- | ----------------------- | --------- | ------------ | ------------ | --------- | --------- |
|           | Jean-Yves Ramassamy     | RPR       | 1 386        | 47,24        | 2 093     | 67,87     |
|           | Léo Andy *              | GUSR      | 733          | 24,98        | 991       | 32,13     |
|           | Alain Lacavé            | PCG       | 533          | 18,17        |           |           |
|           | Joseph Maurice-Péroumal | FGPS      | 252          | 8,59         |           |           |
|           | Joseph Gaza             | DVD       | 30           | 1,02         |           |           |
|           |                         |           |              |              |           |           |
| Inscrits  | Inscrits                | Inscrits  | 5 437        | 100,00       | 5 436     | 100,00    |
| Votants   | Votants                 | Votants   | 3 225        | 59,32        | 3 277     | 60,28     |
| Exprimés  | Exprimés                | Exprimés  | 2 934        | 90,98        | 3 084     | 94,11     |

*sortant

### Canton de Capesterre-Belle-Eau-2
- Joël Beaugendre (DVD-RPR) est conseiller général depuis 1992.

|          | Joël Beaugendre *     | DVD-RPR  | 2 736 | 69,83  |  |  |
|          | Henry Rosemond        | GUSR     | 571   | 14,57  |  |  |
|          | Guy-Pierre Roch       | DVD      | 222   | 5,67   |  |  |
|          | Michel Narayaninssamy | diss RPR | 153   | 3,91   |  |  |
|          | Michel Gédéon         | PCG      | 122   | 3,11   |  |  |
|          | Jimmy Georges         | DVD      | 114   | 2,91   |  |  |
|          |                       |          |       |        |  |  |
| Inscrits | Inscrits              | Inscrits | 7 568 | 100,00 |  |  |
| Votants  | Votants               | Votants  | 4 242 | 56,05  |  |  |
| Exprimés | Exprimés              | Exprimés | 3 918 | 92,36  |  |  |

### Canton de La Désirade
- Emmanuel Robin (DVG) est conseiller général depuis 1991.

| Candidats | Candidats        | Étiquette | Premier tour | Premier tour |
| Candidats | Candidats        | Étiquette | Voix         | %            |
| --------- | ---------------- | --------- | ------------ | ------------ |
|           | Emmanuel Robin * | DVG       | 509          | 70,40        |
|           | Vincent Nollo    | DVD       | 214          | 29,60        |
|           |                  |           |              |              |
| Inscrits  | Inscrits         | Inscrits  | 1 411        | 100,00       |
| Votants   | Votants          | Votants   | 772          | 54,71        |
| Exprimés  | Exprimés         | Exprimés  | 723          | 93,65        |

*sortant

### Canton de Goyave
- Frantz Segor (GUSR) est conseiller général depuis 1992.

| Candidats | Candidats              | Étiquette | Premier tour | Premier tour | Second tour | Second tour |
| Candidats | Candidats              | Étiquette | Voix         | %            | Voix        | %           |
| --------- | ---------------------- | --------- | ------------ | ------------ | ----------- | ----------- |
|           | Jean-Emmanuel Laguerre | DVD       | 844          | 35,18        | 1 215       | 48,01       |
|           | Frantz Segor *         | GUSR      | 610          | 25,43        | 1 316       | 51,99       |
|           | Ferdy Louisy           | DVG       | 406          | 16,92        |             |             |
|           | Aristide Louisor       | diss FGPS | 341          | 14,21        |             |             |
|           | Antoine Sahai          | FGPS      | 104          | 4,34         |             |             |
|           | Pierre-Étienne Adonai  | RPR       | 72           | 3,00         |             |             |
|           | Flavien Raboteur       | DVG       | 22           | 0,92         |             |             |
|           |                        |           |              |              |             |             |
| Inscrits  | Inscrits               | Inscrits  | 4 217        | 100,00       | 4 218       | 100,00      |
| Votants   | Votants                | Votants   | 2 602        | 61,70        | 2 672       | 63,35       |
| Exprimés  | Exprimés               | Exprimés  | 2 399        | 92,20        | 2 531       | 94,72       |

### Canton de Lamentin
- José Toribio (PSG) est conseiller général depuis 1992.

| Candidats | Candidats                | Étiquette | Premier tour | Premier tour |
| Candidats | Candidats                | Étiquette | Voix         | %            |
| --------- | ------------------------ | --------- | ------------ | ------------ |
|           | José Toribio *           | PSG       | 2 648        | 61,60        |
|           | Reinette Germain-Juliard | app FGPS  | 1 141        | 26,54        |
|           | Ismar Oguenin            | UPLG      | 341          | 7,93         |
|           | Hermane Loche            | DVG       | 169          | 3,93         |
|           |                          |           |              |              |
| Inscrits  | Inscrits                 | Inscrits  | 7 852        | 100,00       |
| Votants   | Votants                  | Votants   | 4 586        | 58,41        |
| Exprimés  | Exprimés                 | Exprimés  | 4 299        | 93,78        |

*sortant

### Canton de  Morne-à-l'Eau-1
- Julien Chovino (PCG) est conseiller général depuis 1992.

|          | Julien Chovino *      | PCG      | 1 574 | 51,05  |  |  |
|          | Harry Durimel         | Verts    | 457   | 14,82  |  |  |
|          | Georges Hermin        | FGPS     | 429   | 13,92  |  |  |
|          | Michelle Makaia-Zenon | RPR      | 263   | 8,53   |  |  |
|          | Jean Dartron          | GUSR     | 237   | 7,69   |  |  |
|          | Stéphane Gama         | DVG      | 90    | 2,92   |  |  |
|          | Justin Anglais        | RPR      | 33    | 1,07   |  |  |
|          |                       |          |       |        |  |  |
| Inscrits | Inscrits              | Inscrits | 6 101 | 100,00 |  |  |
| Votants  | Votants               | Votants  | 3 401 | 55,75  |  |  |
| Exprimés | Exprimés              | Exprimés | 3 083 | 90,65  |  |  |

*sortant

### Canton de  Morne-à-l'Eau-2
- Jean Bardail (GUSR), élu depuis 1985 est invalidé en 1993. Favrot Davrain (FGPS) est élu lors de la partielle qui suit.

| Candidats | Candidats           | Étiquette | Premier tour | Premier tour | Ballotage | Ballotage |
| Candidats | Candidats           | Étiquette | Voix         | %            | Voix      | %         |
| --------- | ------------------- | --------- | ------------ | ------------ | --------- | --------- |
|           | Favrot Davrain *    | FGPS      | 1 089        | 35,53        | 1 705     | 51,48     |
|           | Jean Bardail        | GUSR      | 816          | 26,62        | 1 607     | 48,52     |
|           | Franck Garain       | DVD       | 686          | 22,38        | Retrait   | Retrait   |
|           | Jean-Claude Lombion | PCG       | 221          | 7,21         |           |           |
|           | Lubin Ogoli         | UPLG      | 160          | 5,22         |           |           |
|           | Marius Filomin      | diss FGPS | 62           | 2,02         |           |           |
|           | Cerdain Luce        | RPR       | 31           | 1,01         |           |           |
|           |                     |           |              |              |           |           |
| Inscrits  | Inscrits            | Inscrits  | 5 764        | 100,00       | 5 764     | 100,00    |
| Votants   | Votants             | Votants   | 3 312        | 57,46        | 3 489     | 60,53     |
| Exprimés  | Exprimés            | Exprimés  | 3 065        | 92,54        | 3 312     | 94,93     |

*sortant

### Canton du Moule-1
- Gabrielle Louis-Carabin, conseillère générale depuis 1985, a été élue sous l'étiquette (GUSR) en 1992 et elle rejoint le RPR au milieu des années 1990.

|          | Gabrielle Louis-Carabin | RPR      | 2 943 | 73,52  |  |  |
|          | Patrick Tacita          | UPLG     | 491   | 12,27  |  |  |
|          | Ary Anzala              | DVD      | 318   | 7,94   |  |  |
|          | Marcellin Chingan       | PPDG     | 168   | 4,20   |  |  |
|          |                         |          |       |        |  |  |
| Inscrits | Inscrits                | Inscrits | 9 125 | 100,00 |  |  |
| Votants  | Votants                 | Votants  | 4 446 | 48,72  |  |  |
| Exprimés | Exprimés                | Exprimés | 4 003 | 90,04  |  |  |

*sortant

### Canton du Moule-2
- Guy Beaubois (DVG) conseiller général depuis 1992 ne se représente pas.

| Candidats | Candidats             | Étiquette | Premier tour | Premier tour | Ballotage | Ballotage |
| Candidats | Candidats             | Étiquette | Voix         | %            | Voix      | %         |
| --------- | --------------------- | --------- | ------------ | ------------ | --------- | --------- |
|           | Jean Anzala           | DVD       | 984          | 32,10        | 721       | 34,83     |
|           | Christian Couchy      | FGPS      | 324          | 10,57        | 1 349     | 65,17     |
|           | Eugène-Félix Desbois  | RPR       | 279          | 9,10         |           |           |
|           | Jean-Franck Guizonnne | DVG       | 270          | 8,81         |           |           |
|           | Hughes Razan          | UPLG      | 251          | 8,19         |           |           |
|           | Marcienne Annicette   | DVD       | 134          | 4,37         |           |           |
|           | Damien Oxybel         | DVG       | 53           | 1,73         |           |           |
|           |                       |           |              |              |           |           |
| Inscrits  | Inscrits              | Inscrits  | 4 573        | 100,00       | 4 573     | 100,00    |
| Votants   | Votants               | Votants   | 2 620        | 57,29        | 2 179     | 47,65     |
| Exprimés  | Exprimés              | Exprimés  | 2 295        | 87,60        | 2 070     | 95,00     |

*sortant

### Canton de Petit-Bourg
- Dominique Larifla (GUSR) est conseiller général depuis 1979.

| Candidats | Candidats           | Étiquette | Premier tour | Premier tour | Ballotage | Ballotage |
| Candidats | Candidats           | Étiquette | Voix         | %            | Voix      | %         |
| --------- | ------------------- | --------- | ------------ | ------------ | --------- | --------- |
|           | Dominique Larifla * | GUSR      | 2 193        | 54,20        | 2 515     | 53,34     |
|           | Ary Broussillon     | UPLG      | 1 130        | 27,93        | 2 200     | 46,66     |
|           | Serge Chicot        | DVD       | 723          | 17,87        |           |           |
|           |                     |           |              |              |           |           |
| Inscrits  | Inscrits            | Inscrits  | 9 357        | 100,00       | 9 357     | 100,00    |
| Votants   | Votants             | Votants   | 4 592        | 49,08        | 5 003     | 53,47     |
| Exprimés  | Exprimés            | Exprimés  | 4 046        | 88,11        | 4 715     | 94,24     |

*sortant

### Canton de Pointe-à-Pitre-1
- Lucien Parize (PPDG) est conseiller général depuis 1985.

| Candidats | Candidats                 | Étiquette | Premier tour | Premier tour | Ballotage | Ballotage |
| Candidats | Candidats                 | Étiquette | Voix         | %            | Voix      | %         |
| --------- | ------------------------- | --------- | ------------ | ------------ | --------- | --------- |
|           | Lucien Parize *           | PPDG      | 1 055        | 43,63        | 1 207     | 56,32     |
|           | Éric René                 | DVD       | 343          | 14,19        | 936       | 43,68     |
|           | Tony Jabbour              | DVD       | 295          | 12,20        |           |           |
|           | Éliane Clotilde-Vespasien | DVG       | 250          | 10,34        |           |           |
|           | Ernest Daninthe           | PCG       | 245          | 10,13        |           |           |
|           | Alain Sorèze              | FGPS      | 146          | 6,04         |           |           |
|           | Marlène Mélisse-Miroite   | diss FGPS | 84           | 3,47         |           |           |
|           |                           |           |              |              |           |           |
| Inscrits  | Inscrits                  | Inscrits  | 4 742        | 100,00       | 4 742     | 100,00    |
| Votants   | Votants                   | Votants   | 2 705        | 57,04        | 2 266     | 47,79     |
| Exprimés  | Exprimés                  | Exprimés  | 2 418        | 89,39        | 2 143     | 94,57     |

*sortant

### Canton de Pointe-à-Pitre-2
- Daniel Géniès (PPDG) est conseiller général depuis 1967.

|          | Daniel Géniès *   | PPDG     | 1 607 | 61,20  |  |  |
|          | Daniel Démocrite  | DVG      | 635   | 24,18  |  |  |
|          | Frédéric Lacrosse | DVD      | 199   | 7,58   |  |  |
|          | Ernest Daninthe   | PCG      | 185   | 7,05   |  |  |
|          |                   |          |       |        |  |  |
| Inscrits | Inscrits          | Inscrits | 5 555 | 100,00 |  |  |
| Votants  | Votants           | Votants  | 3 226 | 58,07  |  |  |
| Exprimés | Exprimés          | Exprimés | 2 626 | 81,40  |  |  |

*sortant

### Canton de Pointe-à-Pitre-3
- Alain Sémiramoth (PPDG) est conseiller général depuis 1989.

|          | Alain Sémiramoth * | PPDG     | 2 022 | 63,29  |  |  |
|          | Michel Bangou      | PCG      | 836   | 26,17  |  |  |
|          | Claude Poirier     | DVG      | 337   | 10,55  |  |  |
|          |                    |          |       |        |  |  |
| Inscrits | Inscrits           | Inscrits | 6 625 | 100,00 |  |  |
| Votants  | Votants            | Votants  | 3 861 | 58,28  |  |  |
| Exprimés | Exprimés           | Exprimés | 3 195 | 82,75  |  |  |

*sortant

### Canton de Pointe-Noire
- Claude Guillaume (RPR) est conseiller général depuis 1988.

|          | Claude Guillaume * | RPR      | 2 517 | 54,97  |  |  |
|          | Félix Desplan      | FGPS     | 2 062 | 45,03  |  |  |
|          |                    |          |       |        |  |  |
| Inscrits | Inscrits           | Inscrits | 6 589 | 100,00 |  |  |
| Votants  | Votants            | Votants  | 4 784 | 72,61  |  |  |
| Exprimés | Exprimés           | Exprimés | 4 579 | 95,72  |  |  |

*sortant

### Canton de Saint-Barthélemy
- Nordling Magras (RPR) est conseiller général depuis 1992.

|          | Michel Magras       | DVG      | 970   | 55,78  |  |  |
|          | Nordling Magras *   | RPR      | 624   | 35,88  |  |  |
|          | Jean-Claude Devarin | DVD      | 145   | 8,34   |  |  |
|          |                     |          |       |        |  |  |
| Inscrits | Inscrits            | Inscrits | 3 133 | 100,00 |  |  |
| Votants  | Votants             | Votants  | 1 797 | 57,36  |  |  |
| Exprimés | Exprimés            | Exprimés | 1 739 | 96,77  |  |  |

*sortant

### Canton de Saint-Claude
- Simon Barlagne (UDF) est conseiller général depuis 1986.

|          | Simon Barlagne * | UDF      | 2 104 | 65,65  |  |  |
|          | Évita Chevry     | DVG      | 1 101 | 34,35  |  |  |
|          |                  |          |       |        |  |  |
| Inscrits | Inscrits         | Inscrits | 6 707 | 100,00 |  |  |
| Votants  | Votants          | Votants  | 3 487 | 51,99  |  |  |
| Exprimés | Exprimés         | Exprimés | 3 205 | 91,91  |  |  |

*sortant

### Canton de Saint-Martin-1
- Louis-Constant Fleming (RPR) est conseiller général depuis 1992.

| Candidats | Candidats                | Étiquette | Premier tour | Premier tour | Ballotage | Ballotage |
| Candidats | Candidats                | Étiquette | Voix         | %            | Voix      | %         |
| --------- | ------------------------ | --------- | ------------ | ------------ | --------- | --------- |
|           | Louis-Constant Fleming * | RPR       | 1 006        | 53,91        | 1 225     | 49,49     |
|           | en:Louis Mussington      | DVG       | 860          | 46,09        | 1 250     | 50,51     |
|           |                          |           |              |              |           |           |
| Inscrits  | Inscrits                 | Inscrits  | 5 868        | 100,00       | 5 883     | 100,00    |
| Votants   | Votants                  | Votants   | 2 066        | 35,21        | 2 544     | 43,24     |
| Exprimés  | Exprimés                 | Exprimés  | 1 866        | 90,32        | 2 475     | 97,29     |

*sortant

### Canton de Saint-Martin-2
- Robert Weinum (DVD), conseiller général depuis 1979 ne se représente pas.

| Candidats | Candidats        | Étiquette | Premier tour | Premier tour | Ballotage | Ballotage |
| Candidats | Candidats        | Étiquette | Voix         | %            | Voix      | %         |
| --------- | ---------------- | --------- | ------------ | ------------ | --------- | --------- |
|           | Guillaume Arnell | DVG       | 1 210        | 59,05        | 1 520     | 61,97     |
|           | Aline Hanson     | DVD       | 839          | 40,95        | 933       | 38,03     |
|           |                  |           |              |              |           |           |
| Inscrits  | Inscrits         | Inscrits  | 5 247        | 100,00       | 5 252     | 100,00    |
| Votants   | Votants          | Votants   | 2 139        | 40,77        | 2 502     | 47,64     |
| Exprimés  | Exprimés         | Exprimés  | 2 049        | 95,79        | 2 453     | 98,04     |

*sortant

### Canton de Trois-Rivières
- Eugénio Jean-Louis (DVD) élu en 1992 à vu son élection invalidée en 1993. Lors de la partielle qui suit, Albert Dorville (DVG) gagne alors son ancien siège.

| Candidats | Candidats          | Étiquette | Premier tour | Premier tour | Ballotage | Ballotage |
| Candidats | Candidats          | Étiquette | Voix         | %            | Voix      | %         |
| --------- | ------------------ | --------- | ------------ | ------------ | --------- | --------- |
|           | Albert Dorville    | DVG       | 1 305        | 27,35        | 2 038     | 49,18     |
|           | Eugénio Jean-Louis | DVD       | 1 221        | 25,59        | 2 106     | 50,72     |
|           | Nérée Bourgeois    | DVG       | 572          | 11,99        |           |           |
|           | Charles Claude     | UPLG      | 433          | 9,08         |           |           |
|           | Sony de Souza      | FGPS      | 360          | 7,55         |           |           |
|           | Alex Cléon         | DVG       | 171          | 3,58         |           |           |
|           | Joseph Dévarieux   | FN        | 45           | 0,94         |           |           |
|           |                    |           |              |              |           |           |
| Inscrits  | Inscrits           | Inscrits  | 8 879        | 100,00       | 8 879     | 100,00    |
| Votants   | Votants            | Votants   | 5 276        | 59,42        | 4 446     | 50,07     |
| Exprimés  | Exprimés           | Exprimés  | 4 771        | 90,43        | 4 144     | 93,21     |

*sortant